# Nanoszál
A nanoszálak a szintetikus szálasanyagok körében folyó fejlesztések legújabb termékei. Átmérőjük legfeljebb néhány száz nanométer (nm). (1 nm = 10–9 m, azaz 1 milliomod milliméter. Ez már az atomok mérettartománya.) Előállításuk nanotechnológiai eljárással történik.

## Történet
A nanotechnológia alapjait Richard Feynman fizikus rakta le és 1959-ben publikálta ez irányú kutatásainak első eredményeit. A nanotechnológia alapját az képezi, hogy egy anyag tulajdonságai nagymértékben megváltoznak, ha méretei a nanométeres tartományba kerülnek. Ha egy nagyobb méretű anyagot egy vagy több dimenziójában (szélességében, hosszúságában vagy vastagságában) kisebb részekre, a nanométeres vagy annál is kisebb tartományba darabolunk, az anyag egyes darabjai váratlan tulajdonságokat mutatnak, olyanokat, amelyek eltérnek az eredeti anyagétól. Az atomok és a molekulák tökéletesen más viselkedést tanúsítanak, mint a nagyobb anyagdarabok. Míg az előbbiek tulajdonságait a kvantummechanika írja le, az utóbbiakét a klasszikus mechanika. E két eltérő tartomány között az anyagtulajdonságok viselkedését illetően a nanométer jelenti a küszöbértéket az átmenet számára.
A nanotechnológia már megjelent a textiliparban is. Sokat ígérők azok a kutatások, amelyek a nanotechnológia alkalmazásával a textilanyag tulajdonságait kívánják megjavítani vagy újszerű tulajdonságokat akarnak adni a textíliáknak. Ezek a kutatások főleg a nanoméretű anyagokra és azoknak a gyártásban és a kikészítésben való felhasználására irányulnak. Ezek körébe tartozik a nanoszálak előállítása is.

## A nanoszál előállítása

### Elektromos szálképzés

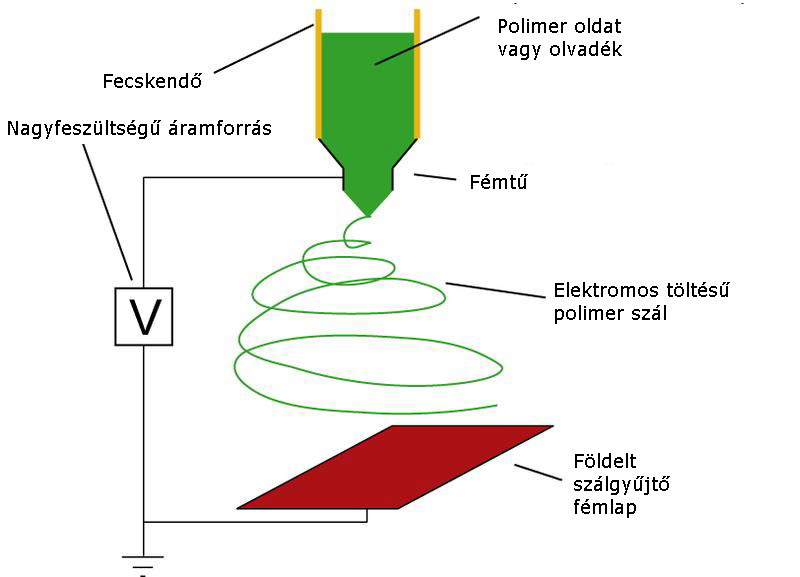
Az elektromos szálképzés elve

A nanoszálak előállítására leggyakrabban az elektromos szálképzést használják. A kiinduló anyag valamilyen, erre a célra alkalmas polimer. A folyékony (olvadt vagy oldott) polimert nagyfeszültségű (30 kV-ot meghaladó elektromossággal töltik fel és amikor ennek nagysága elég nagy ahhoz, hogy legyőzze a felületi feszültséget (az elektromos térerősség 100 V/cm körüli értéket vesz fel), egy 0,1–1 mm átmérőjű tű nyílásán megindul egy csepp formájában a folyadék kiáramlása egy földelt fémlemezre. A töltéssel bíró folyadékáram instabil ostorozó mozgást végez, aminek következtében a sugár meghosszabbodik és elvékonyodik, miközben megszilárdul (lehűl ill. elpárolog belőle az oldószer). Vastagsága a 3 nm és 1 μm közötti tartományban áll be. Folytonos nanoszál (filament) úgy lenne készíthető, ha a polimerfolyadék-sugár nem szakadna meg.
Jóllehet az elektromos szálképzés már évtizedek óta ismert eljárás, és nanoszálakat – jelenlegi ismereteink szerint – csakis ezzel a módszerrel lehet előállítani, a kivitelezés gyakorlati lehetősége még mindig meglehetősen korlátozott. Nem minden polimer alkalmas arra, hogy belőle nanoszálakat lehessen húzni, és a siker nagy mértékben függ a polimerkoncentrációtól (a polimer és az oldószer arányától). Nagyon kevés ismeretünk van egyelőre arról, hogy hogyan lehet befolyásolni a polimersugár és ezzel a nanoszál vastagságát és annak egyenletességét. Az erre vonatkozó kutatások azt mutatták, hogy ebben főleg a töltés nagysága, a polimerkoncentráció és az oldat hőmérséklete játssza a főszerepet.
Egyelőre nanoszálakból csak nemszőtt kelméket állítanak elő, amelyekben véletlenszerű a nanoszálak elhelyezkedése.) A sűrűn, egy vonalban elhelyezett elektromos szálképző fejek alkotják a nanoszálas nemszőtt kelmét előállító berendezést (Nanospider)

### Nanoszálak előállítása bikomponens szálakból

Bikomponens szálak keresztmetszetének változatai

Egy másik lehetőség a nanoszálak előállítására az ún. „szigetek a tengerben” elven készült bikomponens szálakon alapul (az ábrán ez a c) változat). A szálképzéskor olyan szálhúzó fejet alkalmaznak, amelynek apró nyílásaiból egyidejűleg kétféle anyag jön ki: a később kioldható mátrix (ez a „tenger”),  és a belsejében elhelyezkedő, valamilyen szintetikus polimerből készült (poliészter, poliamid, polipropilén stb.) „szigetek”. Így, amikor a befoglaló mátrixot kioldják, a fennmaradó „szigetek” mint nanoszálak jelennek meg. Az utóbbiak átmérője 300 nm körül van, de készítettek ezzel a módszerrel olyan bikomponens szálat is, amelyben több mint 600 „sziget” helyezkedett el és ezekből egyenként 50 nm átmérőjű nanoszál keletkezett. Ezzel az eljárással finomabb és egyenletesebb vastagságú nanoszálakat lehet előállítani, mint az elektromos szálképzéssel.
Ugyancsak a bikomponens szálak elvén készülnek nanoszálak oly módon,  hogy az egyik komponens a szál keresztmetszetében csillag alakot mutat, a másik komponens pedig a csillag szárai között helyezkedik el (d) változat). A csillag alakú keresztmetszettel rendelkező komponens itt is oldással eltávolítható és a megmaradó másik komponens külön-külön szálakká esik szét, amelyek vastagsága ebben az esetben is a nanométeres tartományba esik.

### Fibrillációval készült nanoszálak
Cellulózból (azaz természetes polimerből) is előállítható nanoszál. Erre példa a lyocell szál, amelynek fibrilláiból 50–500 nm vastagságú nanoszálak nyerhetők.

## A nanoszálak alkalmazása

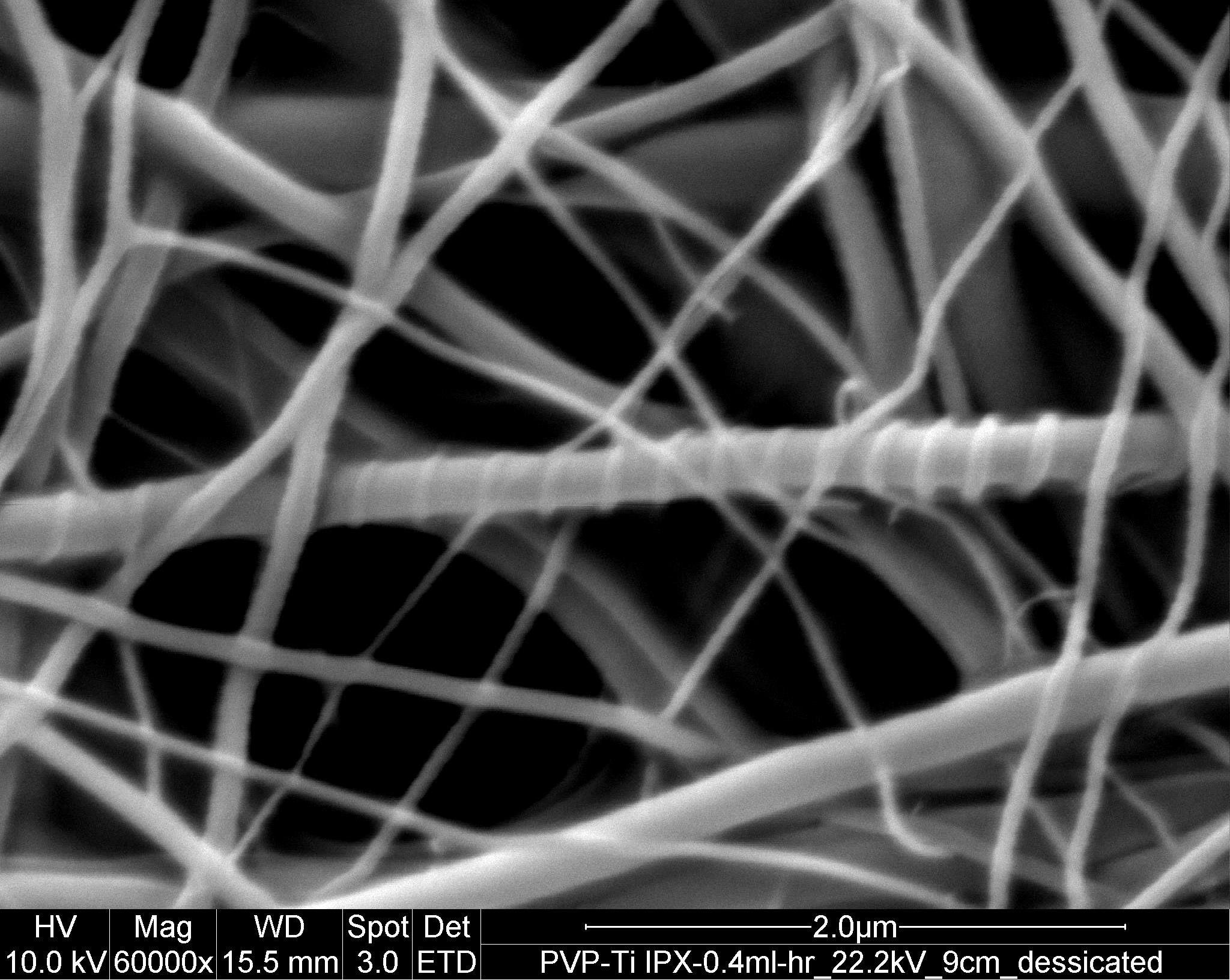
Spirális titán-dioxid nanoszál

A gyakorlatban alkalmazott nanoszálak vastagsága a 200–800 nm közötti tartományban van, általában 500 nm körüli.
A nanoszálakat ez idő szerint főként nemszőtt kelmék készítésére használják, ahol a szálak elhelyezkedése véletlenszerű. Ez az alkalmazás azonban viszonylag korlátozott. A nanoszálak jelentősége igen nagy mértékben megnőne, ha sikerülne folytonos szálakat (filamenteket) előállítani.
Amikor a polimer szálasanyag átmérője a mikrométeres nagyságrendről a nanométeres nagyságrendre zsugorodik, számos jellemzője megváltozik. Ezek közül kettőnek van igen nagy jelentősége: 1) felülete nagymértékben megnő a térfogatához képest, és 2) merevsége és szakítószilárdsága nagyobb lesz, mint bármelyik másik ismert szálé. Ezek a figyelemreméltó tulajdonságok teszik a nanoszálakat különösen alkalmassá különféle felhasználásokra.
A nanoszálak szakítószilárdsága nagyobb, mint a mikroszálaké. A tömegükhöz képest különlegesen nagy húzóellenállást tanúsító szálak halmaza a kelme szerkezetében nagyszámú parányi (néhány nanométer méretű) pórust tartalmaz. Ezeken a levegő és a vízmolekulák áthatolhatnak, de például a mikroorganizmusok már nem férnek át. Ez alkalmassá teszi ezeket a kelméket nagy hatású szűrők készítésére. A nanoszálakból készült textília igen nagy szálfelülete alkalmas fontos vegyületek optimális elhelyezésére, például kötszerek esetében a szálakra rakódott ellenanyagok azonnal elpusztíthatják a rabul ejtett baktériumokat, vagy a sebgyógyulást segítő készítmények hatásosan elállíthatják a vérzést és serkenthetik a hámosodást. A nanoszálakból készült, a vírusokra nézve káros tulajdonságú ezüstadalékokkal kiegészített maszkok is előnyösen alkalmazhatók a kórokozók elleni küzdelemben is. A biológiailag lebontható polimerekből készült nanoszálak lehetővé teszik olyan implantátumok készítését, amit nem kell utólag eltávolítani a testből, ugyanakkor jobb mechanikai tulajdonságokkal rendelkeznek, mint az e célra ma használatos szokványos anyagok.
A polimer nanoszálak lehetséges és fejlesztés alatt álló alkalmazásai:
Gyógyászat:
- gyógyszer bevitelére alkalmas hordozók[9]
- vérzéscsillapító eszközök
- kötszerek
- félig áteresztő hártyák (porózus membránok) a bőrgyógyászat számára
- mesterséges véredények
- térbeli tartószerkezetek a csontok megtámasztására

Szűrők:
- folyadékszűrők
- gázszűrők
- molekulaszűrők

Kozmetikai eszközök:
- bőrtisztítók
- bőrmelegítők
- gyógyszerrel telített bőrgyógyászati eszközök

Védőruhák:
- légzáró öltözékek
- aerosolok elleni védőruhák
- gázvédő és biokémiai védőöltözékek

Nanoszenzorok:
- hőérzékelők
- piezoelektromos érzékelők
- biokémiai érzékelők
- fluoreszcenciás optikai vegyszerérzékelők

Egyéb ipari alkalmazások:
- mikro-/nanoméretű elektronikus eszközök
- elektrosztatikus töltést szétoszlató eszközök
- elektromágneses sugárzás elleni árnyékoló eszközök
- LCD eszközök
- ultrakönnyű űrhajó-felszerelések
- nagy hatású katalizátorok

## Egészségkárosító hatás
Egyes kutatások szerint a nanoszálak és azok törmelékeinek belélegzése az azbeszthez hasonló egészségkárosító hatású. Egereken végzett kísérletek szerint az 5 ezredmilliméter hosszúságú ezüst nanoszálak légzési problémákat okoztak, ugyanakkor az ezeknél rövidebb nikkel-nanoszálak és szén-nanocsövek esetében ilyen hatás nem lépett fel. Ebből arra következtetnek, hogy a rövidebb nanoszál-részecskék kevésbé károsak, a veszély inkább a hosszabb szálaknak a tüdőben való lerakódása esetében áll fenn. Az ilyen irányú kísérletek és a nanoszálak belélegzésével járó egészségkárosító hatás részletes vizsgálatai tovább folynak.

## Megjegyzés
1. ↑  Mikroszálaknak a textiliparban az elvileg 1, gyakorlatilag az 1,3 dtex-nél nem vastagabb szálakat nevezik.

## Kapcsolódó szócikk
- Nanotechnológia a textiliparban